# Carolinie Figueiredo
Carolinie Almeida Figueiredo (São Gonçalo, 20 de abril de 1989) é uma atriz brasileira.

## Biografia
Nascida e criada em São Gonçalo, na Região Metropolitana do Rio de Janeiro, ao fazer 19 anos de idade saiu da casa dos pais e foi morar na capital do estado, Rio de Janeiro, dividindo o aluguel de um apartamento com sua amiga, com quem também trabalhava junto na TV, Sophie Charlotte. Ela é sua amiga até hoje e é madrinha de sua filha.
Desde 2017 estuda Comunicação Social na Universidade Federal do Rio de Janeiro (UFRJ). Em entrevistas revelou ter desistido temporariamente da carreira de atriz, mas que isto não significa parar de atuar, mas se voltar para outras oportunidades profissionais também.

## Vida Pessoal

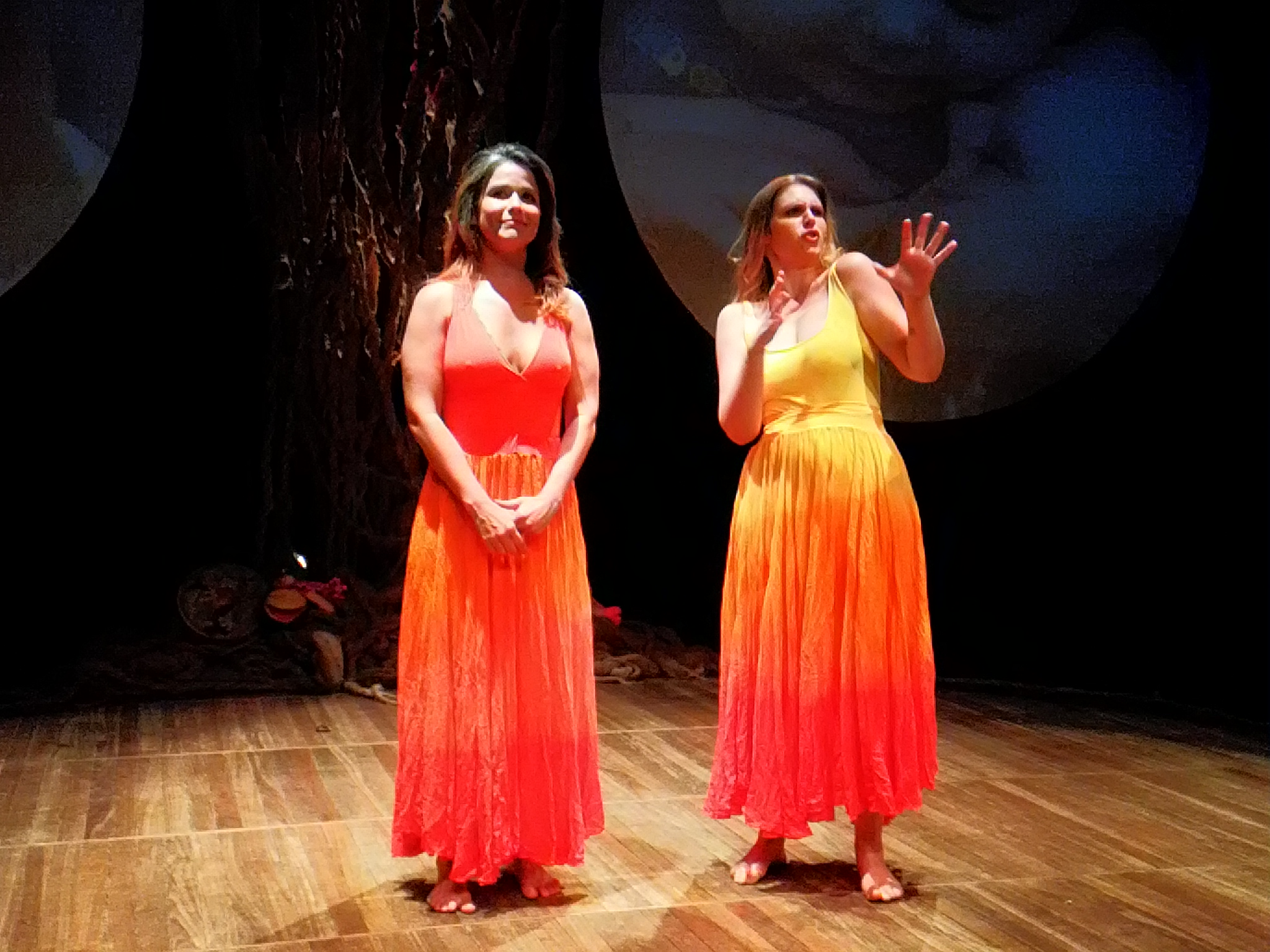
No palco com Samara Felippo após encenação da peça Mulheres Que Nascem Com os Filhos

Em 2009 iniciou um relacionamento amoroso com o ator Guga Coelho. Em 2010 o casal foi morar junto. O casal de atores tem dois filhos: Bruna Luz Figueiredo Moretzsohn, nascida em 25 de novembro de 2011 e Théo Figueiredo Moretzsohn, nascido em 7 de março de 2014. Seus dois filhos nasceram de parto normal, no Rio de Janeiro. O casal separou-se amigavelmente em 2016. Solteira desde então, é eventualmente vista pela mídia com homens anônimos e famosos, mas não assumiu mais nenhum relacionamento sério.

### Vida profissional
Estreou na TV Integrando o extinto mosaico YKS da operadora Sky. Em 2007, fez parte da série juvenil Malhação onde viveu Domingas, e ficou até a temporada de 2009. Em 2009, ganhou o prêmio de melhor atriz revelação, o Prêmio Contigo! e da revista Caras, por sua atuação em Malhação. No mesmo ano, fez parte do curta-metragem Relações Virtuais.
Em 2010, fez parte do elenco do remake de Ti Ti Ti, no papel de Madu (Maria Eduarda).
Em 2013, volta a atuar desta vez como a ambiciosa Júlia Oliver na trama de Maria Adelaide Amaral, Sangue Bom. No mesmo ano, faz uma participação em Malhação, interpretando novamente a personagem Domingas.

## Filmografia

### Televisão
| Ano     | Título        | Personagem                  | Notas                      |
| ------- | ------------- | --------------------------- | -------------------------- |
| 2007–10 | Malhação      | Domingas Gentil             | Temporadas 15–17           |
| 2010    | Ti Ti Ti      | Maria Eduarda Macedo (Madu) |                            |
| 2013    | Sangue Bom    | Júlia Oliver Vilaça         |                            |
| 2013    | Malhação      | Domingas Gentil             | Episódio: "10 de dezembro" |
| 2024    | Pedaço de Mim | Dr.ª Felícia Vieira         | Episódio: "Nunca Mais"     |

### Cinema
| Ano  | Filme                              | Papel   |
| ---- | ---------------------------------- | ------- |
| 2009 | Relações Virtuais (curta-metragem) |         |
| 2012 | Amaryllas (curta-metragem)         |         |
| 2017 | Gostosas, Lindas & Sexies          | Beatriz |

## Teatro
| Ano  | Peça                              | Papel    |
| ---- | --------------------------------- | -------- |
| 2013 | O Teste                           | Laura    |
| 2019 | Mulheres Que Nascem Com os Filhos | Diversos |

## Prêmios e indicações
| Ano  | Prêmio          | Categoria              | Trabalho indicado          | Resultado | Ref.  |
| ---- | --------------- | ---------------------- | -------------------------- | --------- | ----- |
| 2009 | Caras           | Atriz revelação        | Domings Gentil em Malhação | Venceu    | [ 5 ] |
| 2009 | Prêmio Contigo! | Melhor atriz revelação | Domings Gentil em Malhação | Venceu    | [ 6 ] |